# دير القديس المخلص الأرمني (القدس)
دير القديس المخلص (بالأرمينية: Սուրբ Փրկիչ վանք) هو دير تابع للكنيسة الأرمنية في القدس على جبل صهيون. يقع خارج الحي الأرمني، البلدة القديمة، جنوب باب النبي داود. ويضم مبنيين لكنيستين، أحدثهما غير مكتمل.

## عنه
يُعتقد أن منزل قيافا، رئيس الكهنة اليهودي وقت وفاة يسوع، موجود في الموقع. ومع ذلك، خلط بعض المسيحيين بين بيت قيافا وبيت حنان (كان حنان حمو قيافا ورئيس كهنة سابق).
ويسمى أيضاً دير حبس المسيح (بخلاف دير حبس المسيح داخل أسوار البلدة القديمة)، لأنه أحد المواقع المفترضة لسجن المسيح، حيث احتُجز بعد محاكمة السنهدريم. نظراً لأن الأناجيل نفسها تختلف فيما إذا كان يسوع قد أُحضر إلى منزل/بلاط حنان أو قيافا، فإن كنيسة رؤساء الملائكة القديسين الأرمنية (بيت حنان) عندها أيضاً دير حبس المسيح.
ويُعتقد أيضاً أن الحجر الذي نُقل من مدخل قبر يسوع موجود فوق أو تحت المذبح في الكنيسة القديمة في الدير.

## تاريخه
يعتقد باحتمال وجود كنيسة أو كنيسة صغيرة في هذا الموقع بحلول ستينيات القرن الحادي عشر.
وكان هناك ادعاء أرمني بأن صلاح الدين الأيوبي منح الأرمن الموقع بعد استيلائه على المدينة في 1187. اشترى كاهن يدعى كارابت من توسب، الملكية من المسلمين المحليين في نهاية القرن الثالث عشر، وحصل على تصريح بالترميم من السلطان المملوكي.
أصدر السلطان سليم الأول فرمانات أكدت ملكية الكنيسة لكل من الأرمن واليونانيين في 1517. وعندما زار فرانشيسكو كوارسمي، كان الأرمن موجودين في الملكية خلال القرن السابع عشر.
أصبحت باحة الكنيسة مقبرة لبعض بطاركة القدس الأرمن خلال القرن الثامن عشر.
هُجرت الكنيسة بعد الحرب العربية الإسرائيلية في 1948، واستخدمها القناصة الإسرائيليون.
استعاد الأرمن الكنيسة بعد 1967 ورمموها. بدأ بناء كنيسة جديدة في السبعينيات بجوار الكنيسة الأصلية. ومع ذلك، نظراً لقضايا التخطيط وتقسيم المناطق التي لم تحل بعد، توقف البناء، ولا تزال الكنيسة الجديدة غير مكتملة حتى هذا التاريخ.

## الضواحي
لا تزال هناك مقبرة مدنية أرمنية بجوار الكنيسة تُستخدم للدفن، لكنها مهجورة في الغالب بسبب تقلص المجتمع الأرمني المحلي.
يقع الدير بجوار كنيسة رقاد السيدة العذراء البندكتية.